# Mei Juecheng
Mei Juecheng (* 19. Mai 1681 in Xuanzhou (damals Xuangcheng); † 20. November 1763) war ein chinesischer Mathematiker. Er gab die Werke seines Großvaters Mei Wending heraus.

## Leben
Mei Juecheng wurde von seinem Großvater in Baoding bei Peking in Mathematik unterrichtet. Damals wurde mathematisches Wissen am kaiserlichen Hof direkt durch den Kaiser Kangxi gefördert und auch die Söhne des kaiserlichen Ministers Li Guangdi nahmen mit Mei Juecheng bei Mei Wending Unterricht. Letzterer nahm seinen Enkel Mei Juecheng 1703 mit zu einer kaiserlichen Audienz und Mei Juecheng war danach am Hof mit der Kompilation mathematischer und astronomischer Werke befasst. Insbesondere sollte eine Zusammenstellung chinesischer und europäischer, überwiegend von den Jesuiten vermittelter mathematischer Texte in einer Enzyklopädie erfolgen. Die Leitung hatte Li Guangdi (der selbst ein mathematischer Gelehrter war) und der Sohn des Kaisers Yunzhi.
Um das chinesische Wissen in diesem Vergleich nicht unter Wert erscheinen zu lassen, schrieb Mei Juecheng 1710, dass viele der Methoden der Algebra schon im alten China bekannt, aber in Vergessenheit geraten waren. 1712 wurde er Hofmathematiker und 1713 Mitglied der neu gegründeten mathematischen Akademie (Mengyangzhai), die das Sammelwerk Schatz der Mathematik (Yuzhi shuli jingyun) zusammenstellten, das 1723 erschien. Am Werk waren nur Chinesen beteiligt und keine Jesuiten wie in früheren mathematischen Sammelwerken. Mei Juecheng war der Hauptherausgeber mit Chen Houyao (1648–1722). Anfangs war auch Mei Wending beteiligt, außerdem He Guozong und Ming Antu. Es wurden viele ältere mathematische Werke aus China neu untersucht und Mei Juecheng gelang es die alten Methoden der mittelalterlichen Texte aus der Song- und Yuan-Dynastie zu entziffern und zu rekonstruieren. Dabei sah er sich in seiner Theorie des chinesischen Ursprungs vieler mathematischer Erkenntnisse bestätigt, die in den Werken der Jesuiten Europäern zugeschrieben worden waren. Das weckte neues Interesse an traditioneller chinesischer Mathematik in China.
An der Akademie waren rund hundert Gelehrte, die neben Mathematik auch Astronomie und Musik studierten. Dazu kamen Instrumentenmacher und Rechner. Der Schatz der Mathematik behandelte auch Logarithmen und Tabellen trigonometrischer Funktionen. In einem umfassenderen übergeordneten Projekt (Lüli Yuanyuan, Quellen musikalischer Harmonie und mathematischer Astronomie) wurde die Astronomie einbezogen und auch daran war Mei Juecheng führend beteiligt. Er nutzte dabei die Schriften seines Großvaters Mei Wending und konnte Verbesserungen bei der Vorhersage von Mondfinsternissen erreichen.
Er arbeitete auch in den 1730er und 1740er Jahren an dem astronomischen Teil des Werks und war außerdem mit einer Geschichte des Kalenders in der Ming-Dynastie befasst.
1759 veröffentlichte er Perlen gewonnen aus dem Roten Fluss (Chishui Yizhen) als Anhang zu Werken seines Großvaters Mei Wending, die er herausgab. Dort findet sich die erste unendliche Reihenentwicklung in chinesischen Werken (für den Sinus). Mei Juecheng bezog sich dabei auf den französischen Jesuiten Pierre Jartoux (1669–1720), in China bekannt als Du Demei, der ab 1701 in China war.